# Żydzi w Salwadorze

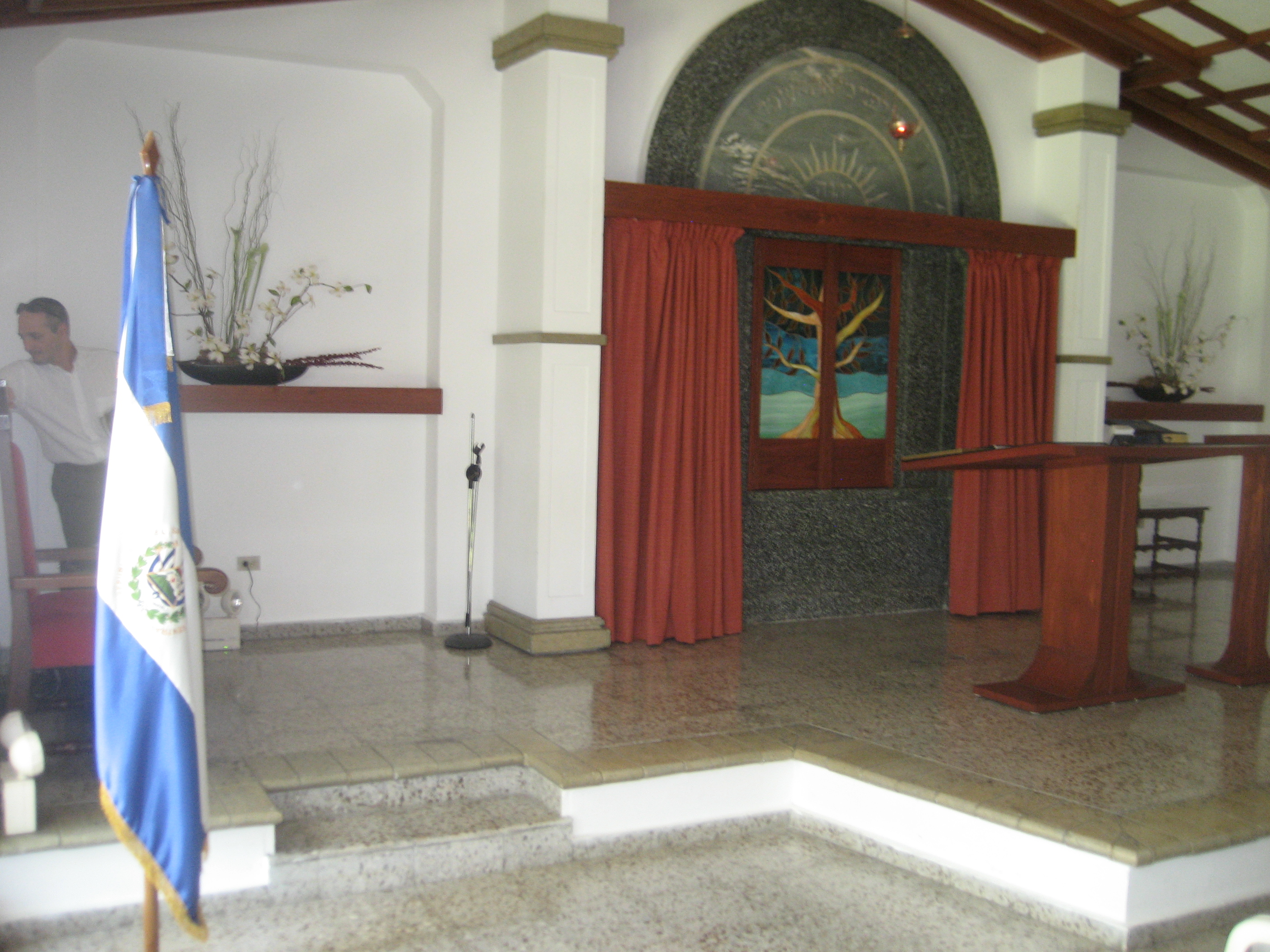
Wnętrze synagogi w Salwadorze.

Żydzi w Salwadorze – uważa się, że pierwsi Żydzi, nieoficjalnie, w Salwadorze pojawili się w czasach kolonialnych i przybyli z Portugalii, jednak pierwszą udokumentowaną obecność datuje się na pierwszą połowę XIX wieku, kiedy francuscy Żydzi o pochodzeniu sefardyjskim osiedlili się w Chalchuapie. Kolejne grupy Żydów z Francji i Cesarstwa Niemieckiego przybywały do Salwadoru w drugiej połowie XIX wieku. W 1888 roku do kraju przybył Leon Liebes, który założył firmę Casa Goldtree-Liebes, którą uważano za wiodącą na rynku importu i eksportu towarów. Mimo to, do pierwszych lat wieku XX w Salwadorze nie było stałej i zorganizowanej społeczności żydowskiej.
Dopiero w 1909 roku Alfredo Widawer zaczął organizować lokalne społeczności, czego wynikiem były pierwsze przeprowadzone nabożeństwa z okazji Rosz ha-Szana i Jom Kipur. Herbert de Sola – ważny ówcześnie przedsiębiorca w Salwadorze – wsparł projekt i budowę pierwszej synagogi. Na początku wieku XX wielu żydowskich przedsiębiorców zapraszało młodych Żydów do przyjazdu do kraju, podjęcia pracy i osiedlenia się na stałe. Przyczyniło się to do zwiększenia żydowskiej emigracji do Ameryki Centralnej z Europy Wschodniej i Niemiec w dwudziestoleciu międzywojennym. Był to okres rozwoju społeczności żydowskiej Salwadoru. Po dojściu do władzy w Niemczech nazistów salwadorscy Żydzi zaczęli wspomagać swoich krewnych w Europie, finansując i organizując emigrację między innymi do państw Ameryki Południowej i Centralnej. Docelowymi krajami były Brazylia, Ekwador, Gwatemala czy Panama.
Prezydent Salwadoru Maximiliano Hernández Martínez sympatyzował z poglądami głoszonymi przez Benito Mussoliniego i Adolfa Hitlera. Nawiązał bliską współpracę z III Rzeszą i Włochami. Z obu państw do Salwadoru przybywali doradcy polityczni i wojskowi, którzy otrzymywali również stanowiska w rządzie i przedsiębiorstwach. Hernandez pozwalał na organizowanie pronazistowskich marszy i publiczne obchody urodzin Hitlera. Doszło do szykanowania Żydów oraz Niemców o antynazistowskich poglądach politycznych. W 1939 roku prezydent blokował przybycie 50 Żydów, którzy płynęli do Salwadoru z Niemiec. Uchodźcy musieli płacić 500 dolarów amerykańskich za salwadorskie wizy w Amsterdamie i Budapeszcie, po czym w kraju uznano je za fałszywe. W związku z tym władze zawróciły Żydów z powrotem do Niemiec. Przez pewien czas władze Salwadoru zamknęły granice dla żydowskich uchodźców z Europy. Wobec tego wielu z nich miało wybór powrotu do III Rzeszy lub udania się do obozów tymczasowych dla niemieckich uchodźców w Stanach Zjednoczonych. Mimo oficjalnej antyżydowskiej polityki władz, salwadorski dyplomata i konsul generalny tego kraju w Liverpoolu, Hamburgu i Genewie José Castellanos udzielał zgód na wydanie wiz grupom Żydów, aby ci mogli uciec z Niemiec. Już w 1938 roku, po Kristallnacht, prosił Ministerstwo Spraw Zagranicznych Salwadoru o rozszerzenie programu wizowego dla uchodźców, jednak prośbę odrzucono. W trakcie II wojny światowej Castellanos poznał żydowskiego przedsiębiorcę i zwolennika syjonizmu rewizjonistycznego György’a Mandla, który wówczas używał już nowego imienia i nazwiska – George Mantello. Postanowili wydawać Żydom dokumenty, które miałyby poświadczać przyznanie lub poświadczać posiadania salwadorskiego obywatelstwa. Szacuje się, iż dzięki ich pomocy i działalności od śmierci uratowano od 20 000 do 40 000 Żydów europejskich.
W 1944 roku w Salwadorze powstała pierwsza, oficjalna organizacja reprezentująca Żydów w kraju – La Communidad Israelita de El Salvador. Odpowiadała ona również za realizację społecznych, ekonomicznych i religijnych potrzeb Żydów. W 1945 roku założono żydowski cmentarz. Z inicjatywy Ernesto Liebesa i Carlosa Bernhardta otwarto biuro Organizacji Syjonistycznej, a Żydówki otwarły lokalny oddział WIZO. Wówczas w kraju nie było żydowskiej szkoły a lekcje języka hebrajskiego i nauczanie religii były prowadzone przez rabina. Po wojnie lokalną społeczność tworzyli uchodźcy z Alzacji, Europy Centralnej oraz ci, którzy pozostali w kraju. Jej liczebność miała wynosić 400 osób.
11 września 1948 roku Salwador oficjalnie uznał istnienie Izraela i nawiązał z nim relacje dyplomatyczne.
Społeczność Żydów salwadorskich zrzeszyła się w Federacion de Communidades de Judias de Centro America, która była zrzeszeniem społeczności Żydów Ameryki Środkowej i Panamy. Rodziny Liebesów i de Solów pozostawały najbardziej znanymi rodzinami w Salwadorze, zajmowały się filantropią i wspieraniem działalności lokalnej społeczności. W 1958 roku salwadorscy Żydzi wzięli udział w założeniu organizacji Pro-Arte, która miała propagować sztukę w kraju oraz miała na celu przyciąganie artystów do Salwadoru. Wcześniej utworzyli American School of El Salvador, jedyną w stolicy koedukacyjną i niereligijną szkołę. Do lat 70. XX wieku liczbę Żydów w Salwadorze szacowano na 300 osób, wierzących, niewierzących, a nawet tych, którzy pochodzili z małżeństw mieszanych. Negatywny wpływ na salwadorskich Żydów miała wojna domowa, która trwała w latach 1979–1992. Dochodziło do porwań i zabójstw członków wspólnoty, w tym także konsula honorowego Izraela Ernesto Liebesa. Wydarzenia te doprowadziły do opuszczenia kraju przez Żydów, którzy wyjeżdżali do Stanów Zjednoczonych, Panamy i Izraela. Po podpisaniu pokoju w 1991 roku, część Żydów powróciła, jednak ich liczba zmalała do 120 osób. Społeczność zaczęła się rozwijać pomimo małych rozmiarów. Publikuje swoją gazetę „el Kehilatón”, prowadzi zajęcia z hebrajskiego i judaizmu, w każde ważne święto odbywają się czytania Tory, a nawet przeprowadza się konwersje na judaizm. Dominującymi nurtami judaizmu są judaizm reformowany i judaizm konserwatywny. Obecnie oprócz synagogi w mieście San Salwador społeczność posiada własną bibliotekę i stołówkę przygotowującą posiłki dla członków społeczności. Studenci pochodzenia żydowskiego byli zrzeszeni w studenckiej organizacji Estudiantes Judios de El Salvador i syjonistycznej grupie Federacion de Universitarios Sionistas de Latinoamerica. Obie obecnie już nie funkcjonują. Dzieci w wieku 8–18 lat mogą zapisać się do organizacji No’ar Shelanu.